# 1657
Cette page concerne l'année 1657  du calendrier grégorien.
L'année 1657 est une année commune qui commence un lundi.

## Événements
- 21 février : organisation de la colonie du Cap par Jan van Riebeeck, qui alloue des terres à neuf free burghers[1].
- 20 avril :  l'amiral anglais Robert Blake s'empare d'une flotte espagnole à Santa Cruz de Tenerife[2].
- Avril : expulsion de Martin Husson par le bey de Tunis[3]. Jean Le Vacher le remplace comme consul de France à Tunis (fin en 1666)[4].
- 20 avril : les Juifs reçoivent le droit de pleine citoyenneté à La Nouvelle-Amsterdam[5].
- 1er juin : arrivée des premiers quakers à La Nouvelle-Amsterdam[6].
- 29 juillet : arrivée des Sulpiciens à Montréal[7].
- 18 octobre : paix conclue à la Martinique entre les colons et les Indiens caraïbes, qui s'engagent à ne plus accueillir les Noirs marrons[8].

- Le négus d'Éthiopie Fazilidas fait rebâtir la cathédrale d’Aksoum[9].
- Empire ottoman : révolte en Syrie du gouverneur d'Alep Abaza Hasan Pasha, réprimée par Mehmet Köprülü, avec les révoltes à Antalya en Anatolie et en Égypte (1659)[10].

- Le Conseil de Québec comprend désormais le gouverneur, le procureur général, un directeur du commerce des fourrures et quatre conseillers élus par les citoyens de Québec, Trois-Rivières et Montréal[11].

- La Compagnie de commerce du Brésil est nationalisée[12]. Elle est administrée par la Junte du Commerce, qui continue à verser un dividende aux actionnaires.

### Asie

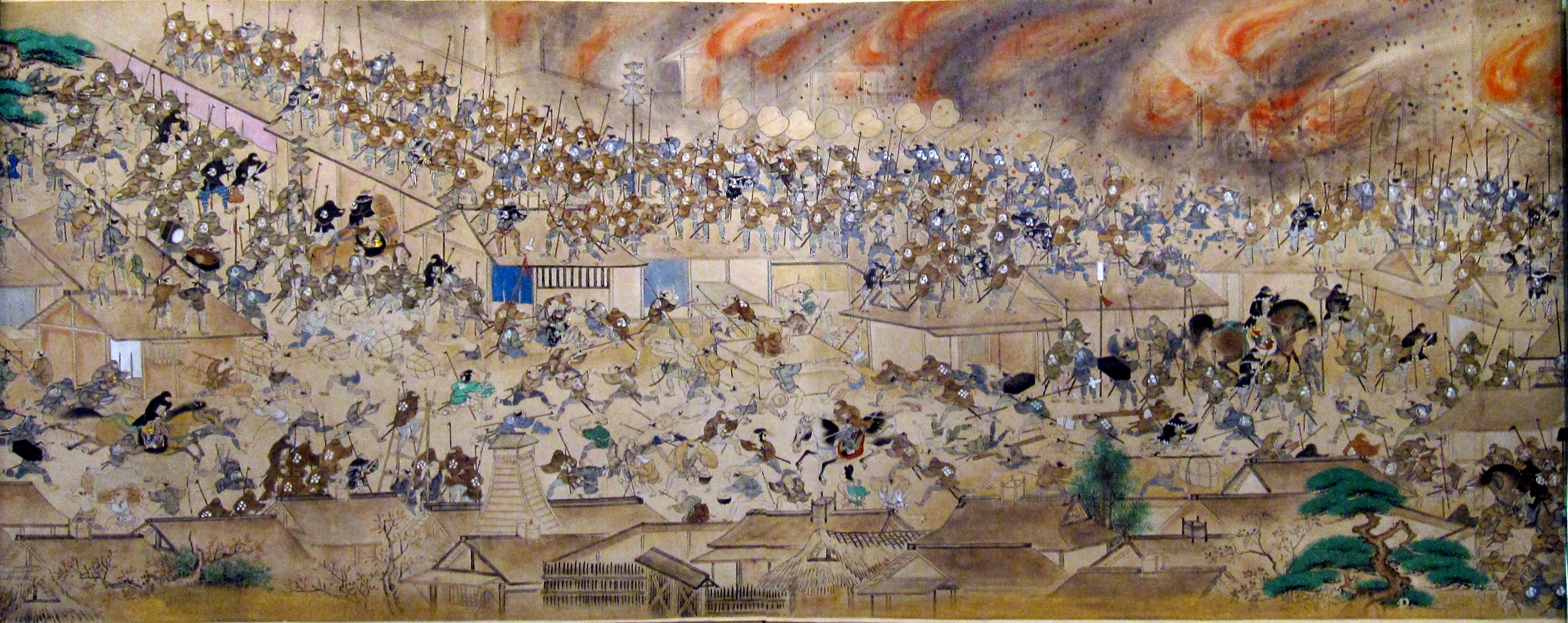
2 mars : Grand incendie de Meireki.

- 2 mars, Japon : grand incendie d'Edo[13] (Tokyo), dit « Grand incendie de Meireki ». La cité, toute neuve, est bâtie de bois et de papier. Plus de 100 000 personnes auraient péri, et le coût de la reconstruction ruine les caisses de l'État.

- 12 avril : Aurangzeb prend Bîdâr, Kalyani (10 août) et Gulbarga puis assiège Bîjâpur ; à l'annonce de la maladie de son père Shah Jahan, Aurangzeb doit conclure hâtivement la paix avec Adil Shah (en)[14].
- Avril : le chef Marathe Shivaji Ahmadnagar et Junnar (10 mai). Aurangzeb envoie Nasiri Khan qui bat les forces de Shivaji le 14 juin[15].

- 7 septembre, Inde : l'empereur moghol Shah Jahan tombe gravement malade[16]. Il désigne pour lui succéder son fils aîné Dârâ Shukûh. Ses quatre fils se disputent la succession[17]. Aurangzeb, successivement gouverneur de Gujerat, puis de Balkh (Afghanistan) et du Dekkan se révolte contre ses frères et son père Shah Jahan.

- 19 octobre : Oliver Cromwell confirme les privilèges de la compagnie anglaise des Indes orientales[18]. La compagnie en profite pour mener, outre une politique commerciale, une politique d’acquisition de territoires, prenant avantage des dissensions qui ruinent le pays.

- Chine : le corsaire ming Koxinga assiège vainement Nankin[19].
- Établissement permanent anglais à Patna. Les Hollandais sont déjà établi dans la ville[20].

### Europe

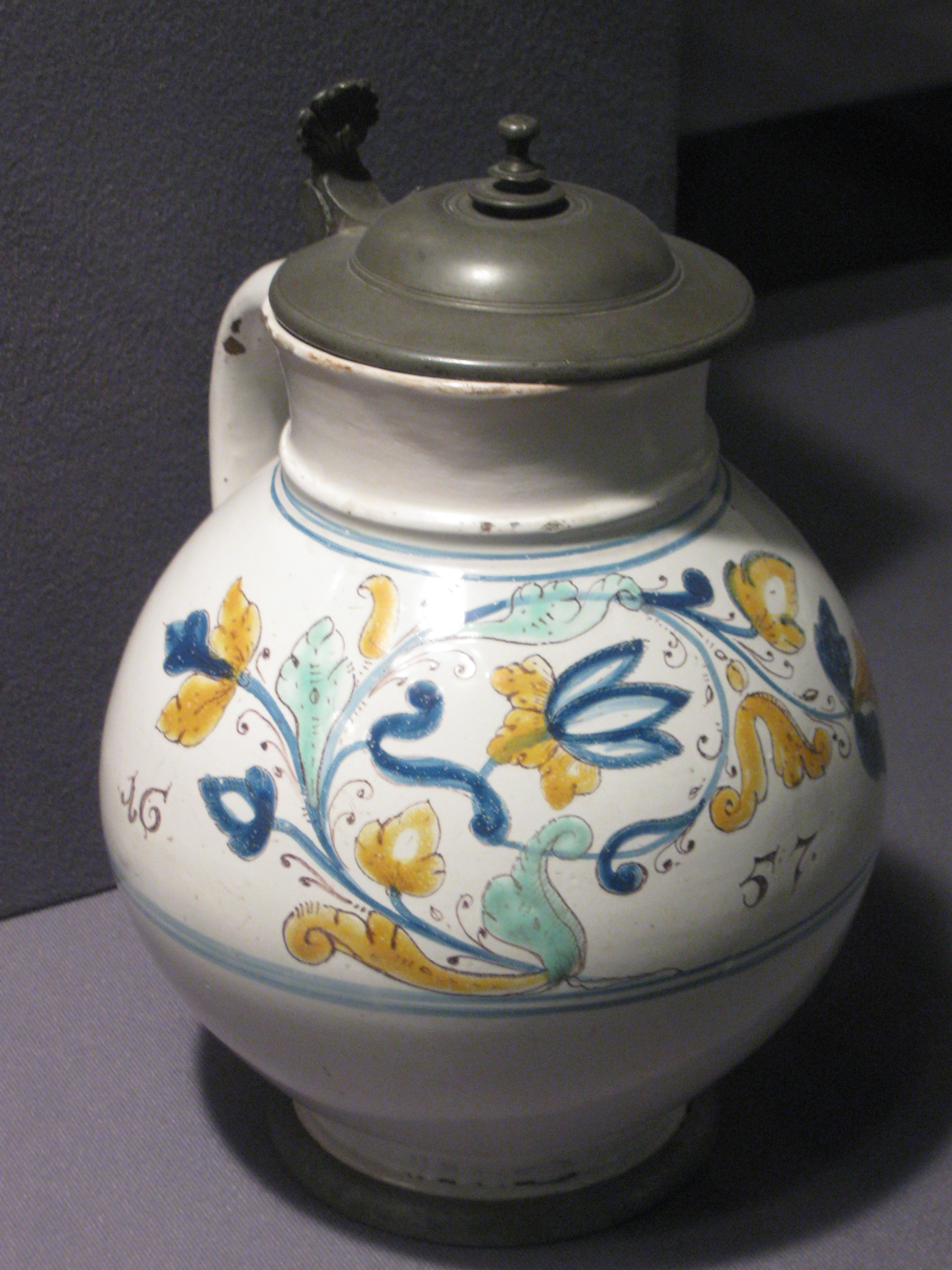
Chope en faïence émaillée d'origine morave et anabaptiste, commémorant l'an 1657.

- Janvier : le prince de Transylvanie Georges II Rákóczi envahit la Pologne[21].

- 26 février : création de l'université de Košice, en Slovaquie orientale[22].

- 17 mars : l'Assemblée du clergé de France impose aux ecclésiastiques la signature d'un formulaire condamnant l'Augustinus[23].
- 23 mars : traité de Paris. Alliance militaire entre la France et l’Angleterre de Cromwell contre l’Espagne[24].
- 30 mars, première guerre du Nord : l’empereur Ferdinand III conclut une alliance avec Jean II Casimir Vasa et lui envoie des troupes dirigées par le général Hatzfeldt[25].
- 31 mars : la Humble Petition and Advice offre la couronne d'Angleterre à Oliver Cromwell[26].

- 2 avril : mort de Ferdinand III[25]. Avant de disparaître, il a eu le temps d’assurer à son fils cadet survivant Léopold les couronnes de Hongrie et de Bohême, mais pas le titre de roi de Germanie qui l’aurait désigné comme son successeur à l’empire. Mazarin songe un instant à enlever la couronne impériale aux Habsbourg, au profit du roi de Bavière. Le comte Portia, précepteur de Léopold Ier du Saint-Empire exerce la fonction de devient Premier ministre de 1657 à 1665[27].
- 12 avril : reprise de l’offensive espagnole contre le Portugal. Le duc de Saint Germain assiège Olivença qui capitule le 30 mai[28].

- 8 mai : Oliver Cromwell refuse la couronne proposée par le nouveau Parlement (Humble Petition and Advice)[26]. Son pouvoir est renforcé, une Chambre Haute est créé et le Lord protecteur reçoit la possibilité de designer son successeur.
- 27 mai : Léopold de Habsbourg renouvelle l'alliance avec Jean Casimir de Pologne[29].
- 31 mai : Condé force Turenne à lever le siège de Cambrai[30].

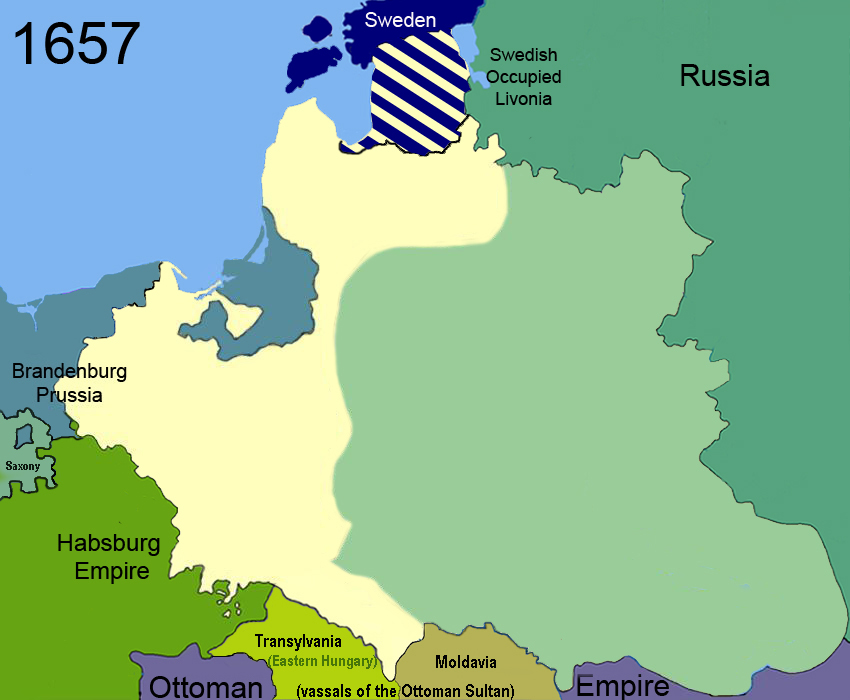
La Pologne en 1657, pendant la Première guerre du Nord. En juin, la Russie, le Danemark et le Saint-Empire romain germanique s’allient contre la Suède. L’électeur Frédéric Guillaume Ier de Brandebourg arrête de soutenir la Suède après l’intervention du Danemark. Charles X Gustave de Suède doit retirer ses troupes de Pologne.

- 3 juin : Frédéric III de Danemark déclare la guerre à la Suède[29].

- Juin : Mazarin envisage de présenter la candidature de Louis XIV, roi de France, à la couronne d'empereur du Saint-Empire romain germanique[31] - Léopold de Habsbourg est élu, après avoir accepté de signer les conditions définies par les électeurs, le 18 juillet 1658.
- 17 juin : Georges II Rákóczi prend Varsovie[32].

- 18 juillet : Georges II Rákóczi, allié à la Suède, est battu par les Polonais et les Impériaux près de Jaboru au-dessus de Jarosław. Il doit signer une paix défavorable le 22 juillet[29].
- 17 - 19 juillet : Victoire ottomane sur la flotte vénitienne à la bataille des Dardanelles[33]. Occupation de Tenedos (4 septembre) et de Lemnos (15 novembre) par Mehmet Köprülü[21].
- 31 juillet : le prince de Transylvanie Georges II Rákóczi est battu par le Khan de Crimée à la bataille de Trembowla ; les Transylvains sont chassés de Pologne[21].

- 5 août : prise de Montmédy en présence du roi de France[30].
- 6 août : mort de l’hetman des Cosaques zaporogues Bogdan Khmelnitski[34]. Son fils Georges hésite entre la Pologne et la Russie et passe d’un camp à l’autre. De fait, le pays rus se trouve divisé : la rive droite du Dniepr à la Pologne, la rive gauche à la Russie, chacune des deux parties obéissant à un hetman. Son successeur, l'hetman Ivan Vyhovsky, est un partisan de la Pologne.

- 19 septembre : traité de Wehlau. Paix entre la Pologne et le Brandebourg dans la première guerre du Nord. Jean II Casimir Vasa doit renoncer à sa suzeraineté sur le duché de Prusse[29].

- 3 octobre : Turenne prend Mardyck qu’il remet aux Anglais[30].
- 24 octobre : le général suédois Wrangel prend Frederiksodde aux Danois qui perdent le Jutland[21].

- 3 novembre : François Rhédey est élu prince de Transylvanie par la diète à Alba Iulia après que Georges II Rákóczy a été déposé par la Porte[29].

- 19 décembre : le roi de France tient un lit de justice pour promulguer la bulle Ad Sacram d'Alexandre VII condamnant officiellement les thèses jansénistes[35].

- Russie : concile noir ou populaire, convoqué par l’archimandrite de Solovki. Il décide la fidélité aux anciens Livres et adresse une supplique au tsar. Solovki devient un centre de lutte contre les réformateurs. Le patriarche envoie des instructions dans tous les diocèses pour recommander un choix plus sévère dans le recrutement des clercs[36].

## Naissances en 1657
- 25 janvier : Giuseppe Nicola Nasini, peintre baroque italien de l'école florentine décadente († 3 juillet 1736).
- 11 février : Bernard Le Bouyer de Fontenelle, écrivain et scientifique français († 9 janvier 1757).
- 26 février : Carl Gustav Klingstedt, peintre suédois († 17 février 1734).
- 25 avril : Pierre Chirac, médecin français († 1er mars 1732).
- 11 mai : Ádám Vay, sénateur kuruc († 31 janvier 1719).
- 27 juillet : Giorgio Bonola, peintre baroque italien († 1700).
- 19 août : Ferdinando Galli da Bibiena, peintre, architecte de style baroque, théoricien de l'art et scénographe italien († 3 janvier 1743).
- 27 septembre : Sophia Alexeievna, régente de Russie de 1682 à 1689 († 3 juillet 1704).
- 4 octobre : Francesco Solimena, peintre d'histoire et de sujets religieux et architecte italien de l'école napolitaine de la période baroque († 5 avril 1747).
- 15 décembre : Michel-Richard Delalande, compositeur français († 18 juin 1726).
- Date précise inconnue :
  - Jérémie Delutel, peintre français († 8 avril 1728).
  - Joseph Vivien, peintre portraitiste français († 5 décembre 1734).

## Décès en 1657
- 11 janvier : Charles Labbé de Monvéron, juriste et philologue français  (° en 1582).
- 23 janvier : Georges de Brancas, noble et militaire français (° 1565).
- 24 janvier : Claude de Lorraine, duc de Chevreuse (° 5 juin 1578).
- 8 février : Laure Mancini, duchesse de Mercœur, une des mazarinettes.
- 10 février : Sébastien Stoskopff, peintre alsacien (° 13 juillet 1597).
- 19 février :
  - Evert van Aelst, peintre hollandais (° 1602).
  - Jean Riolan, médecin français (° 1577).
- 22 février : Marie Vignon, seconde épouse de François de Bonne de Lesdiguières (° 1576).
- 24 février : Robert Aubéry, marquis de Vatan, seigneur de Rilport et de Brévannes (° 1571).
- 7 mars : Hayashi Razan, intellectuel confucianiste chinois (° 1583).
- 2 avril :
  - Ferdinand III de Habsbourg, roi de Hongrie, de Bohême, de Germanie et empereur élu des Romains (° 13 juillet 1608).
  - Jean-Jacques Olier, prêtre français (° 20 septembre 1608).
- 19 avril : Louis Magnet, humaniste français (° 1575).
- 21 avril : Marie de Beauvilliers, religieuse française (° 26 avril 1574).
- 28 avril : Marie d'Avaugour, duchesse de Montbazon.
- 29 avril : Jacques Stella, peintre français (° 1596).
- 3 juin : William Harvey, médecin anglais. Il découvrit par la dissection le mécanisme de la petite et de la grande circulation sanguine et observa le développement de l’embryon du poulet et des fœtus des mammifères (° 1er avril 1578).
- 16 juin : Fortunio Liceti, philosophe, médecin, universitaire et savant italien (° 3 octobre 1577).
- 21 juin : Jan Antonisz van Ravesteyn, peintre néerlandais (° vers 1572).
- 14 juillet : Éléonore de Bergh, duchesse de Bouillon (° 6 mai 1613).
- 14 août : Jean-Paul de Lascaris-Castellar, 57e grand maître des Hospitaliers de l'ordre de Saint-Jean de Jérusalem (° 28 juin 1560).
- 3 septembre : Giovanni Francesco Guerrieri, peintre italien (° 1589).
- 13 septembre : Jacob van Campen, peintre néerlandais (° 2 février 1596).
- 17 septembre : Joachim Jung, philosophe, logicien, mathématicien et naturaliste allemand (° 22 octobre 1587).
- ? septembre : André Boullanger, prédicateur français (° 1578).
- 5 octobre : Bartholomeus Breenbergh, peintre néerlandais (° 13 novembre 1598).
- avant le 5 novembre : David Bailly, peintre néerlandais (° 1584)[37].
- 20 novembre : Menasseh ben Israël, à Middelbourg, éditeur, philosophe et théologien juif d’Amsterdam (° 1604).

- Date précise inconnue :
  - Giuseppe Badaracco, peintre baroque italien (° 1588).
  - David Bailly, peintre néerlandais (° 1584).
  - Giovanni Battista Baiardo, peintre baroque italien (° ?).
  - Bartolomeo Biscaino, peintre et graveur baroque italien de l'école génoise (° 14 avril 1629).
  - Carlo Borzone,  peintre baroque italien de l'école génoise (° ?).
  - Giovanni Luca Chiavari, 98e doge de Gênes (° 1573).
  - Sauvaire Intermet, musicien et compositeur français (° vers 1573).
  - Giovanni Battista Lercari, 106e doge de Gênes (° 1576).
  - Catherine Le Voyer de Lignerolles, dame d'atours de la reine Anne d'Autriche (° 1571).